# Patrice de Mac-Mahon

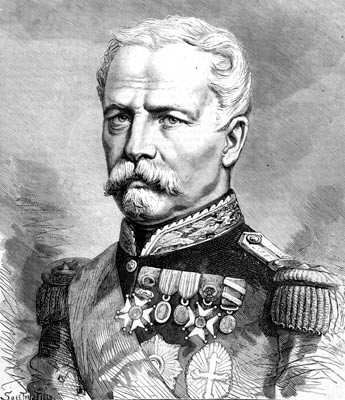
Patrice de Mac-Mahon

Marie Edme Patrice Maurice, Graf von Mac-Mahon, seit 1859 Herzog von Magenta (* 13. Juni  1808 auf Schloss Sully; † 17. Oktober 1893 auf dem Château de la Forest bei Montcresson), war ein französischer Militär und Staatsmann, Marschall von Frankreich und zweiter Präsident der Dritten Republik. 

## Einsätze in Afrika
Mac-Mahon stammte aus der altirischen Familie Mac-Mahon, die nach dem Sturz der Stuarts, Ende des 17. Jahrhunderts, nach Frankreich ausgewandert war. Ursprünglich sollte er die Laufbahn eines Geistlichen antreten, trat 1825 aber in die Kriegsschule von Saint-Cyr und danach als Sous-lieutenant in die Generalstabsschule ein. Diese verließ er 1830 und wurde Lieutenant  im 4e régiment de hussards (4. Husarenregiment).
Als Capitaine wurde er nach Afrika versetzt. Dort zeichnete er sich bei der Expedition nach Algier aus. Zurück in Frankreich, nahm er 1832 als Adjutant des Général Achard an der Belagerung von Antwerpen teil. Danach diente er als Adjutant 1837 bei Général Damrémont in Algerien, wo er beim Sturm von Constantine verwundet wurde. 1840 diente er unter Général Changarnier. Wegen seiner Tapferkeit stieg er zum Chef d’escadron auf und erhielt im Oktober 1840 das Kommando über das 10. Bataillon der neuerrichteten Chasseurs d’Orléans (Jäger zu Fuß).
1842 wurde er Lieutenant-colonel  des 2e régiment étranger d’infanterie (2. Regiment der Fremdenlegion). Im Jahre 1845 wurde er zum Colonel befördert und übernahm als Kommandeur das 41e régiment d’infanterie de ligne (41. Linien-Infanterieregiment) Im Juni 1848, unter der Republik, wurde er Général de brigade  zur Verfügung des Generalgouverneurs von Algerien. Er wurde mit der Verwaltung der Provinz Oran und später der Provinz Constantine betraut. In dieser Stellung erwarb sich Mac-Mahon Anerkennung und wurde bei einer siegreichen Expedition als Kommandeur der Division von Constantine 1852 zum Général de division befördert und dann zum „Inspecteur général d’infanterie“ (Generalinspekteur der Infanterie) ernannt.
Am 14. März 1854 heiratete Mac-Mahon Elisabeth Charlotte Sophie de La Croix de Castries (* 13. Februar 1834 in Paris; † 20. Februar 1900 ebenda).

## Krimkrieg

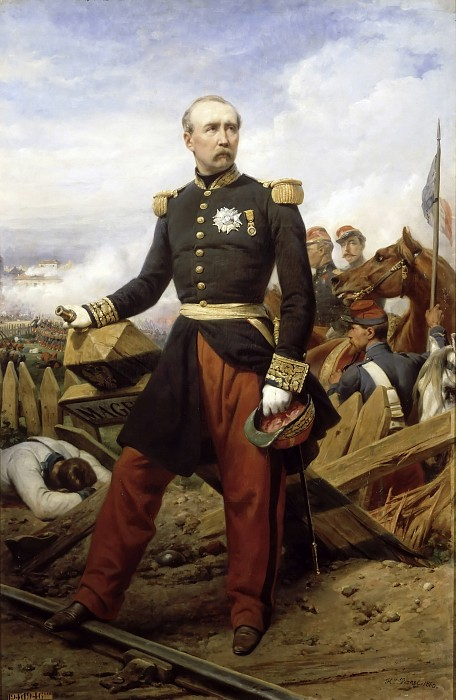
Comte de Mac-Mahon

1855 kehrte Mac-Mahon nach Frankreich zurück und erhielt den Befehl über die „1er division d’infanterie“ (1. Infanteriedivision) im I. Korps der Nordarmee. Bald darauf wurde er zu Bosquets II. Korps versetzt, welches im Krimkrieg kämpfte. Er traf noch rechtzeitig genug vor Sewastopol ein, um den siegreichen Sturm auf das Fort Malakow am 8. September anzuführen. Dort soll er den berühmten Ausspruch „J’y suis, j’y reste“ („Ich bin dort, ich bleibe dort“) getan haben.
Aufgrund seiner militärischen Verdienste bei Malakow wurde ihm die Senatorenwürde verliehen. Darüber hinaus wurde ihm ein Kommando in der französischen Armee angeboten. Er lehnte jedoch ab und ging wieder nach Algerien (siehe Französisch-Nordafrika). Nachdem er 1857 als Divisionskommandeur gegen die Kabylen gekämpft hatte, wurde ihm 1858 der Oberbefehl über die Land- und Seestreitkräfte der Kolonie übertragen.

## Sardinischer Krieg

Wappen von Patrice de Mac-Mahon als französischer Herzog

Mac-Mahon befehligte im Sardinischen Krieg das II. Armeekorps. Dort gab er in der Schlacht von Magenta (4. Juni 1859) durch seinen rechtzeitigen Angriff auf der rechten Flanke der Österreicher den Ausschlag zum Sieg. Noch auf dem Schlachtfeld wurde er zum Maréchal de France (Marschall von Frankreich) befördert und im napoleonischen Adel zum Herzog von Magenta ernannt. Auch an der Schlacht bei Solferino (24. Juni 1859) nahm er erfolgreich teil. 
Hierauf kommandierte er die 2. Armeedivision in Lille und wurde 1864 Pélissiers Nachfolger als Gouverneur von Algerien.

## Deutsch-Französischer Krieg

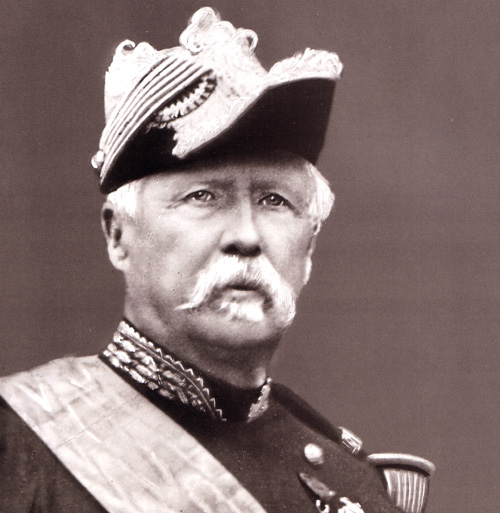
Marie Edme Patrice Maurice, Comte de Mac-Mahon

Im Deutsch-Französischen Krieg 1870 erhielt Mac-Mahon das Kommando des I. Armeekorps mit Hauptquartier in Straßburg. Als Napoleon III. seine Angriffspläne aufgab, ging Mac-Mahon nach Zabern zurück, zog eine Division des VII. Korps von Félix-Charles Douay an sich und nahm nach der Schlacht von Weißenburg (4. August) eine gute Verteidigungsposition bei Wörth ein. Hier schlug er mit großer Tapferkeit die blutige Schlacht bei Wörth, wurde jedoch besiegt und zum Rückzug gezwungen. Dieser artete schließlich in wilde Flucht aus, da Mac-Mahons hartnäckige Versuche, den Feind zurückzuwerfen, die letzten Kräfte seiner Truppen erschöpft hatten. Mac-Mahon sammelte die Überreste seines Korps hinter den Vogesen, deren natürliche Geländehindernisse zu nutzen er versäumt hatte. Dann führte er sie mit großer Schnelligkeit nach Châlons-en-Champagne, wo ihm der Oberbefehl über die dorthin versprengten Teile der Korps I, V und VII und das neuformierte XII. Korps zufiel.
Er erhielt von der Regentschaft in Paris den Auftrag, mit dieser etwa 120.000 Mann zählenden Armee nach Metz aufzubrechen, um den dort eingeschlossenen Bazaine zu entsetzen und den Krieg in den Rücken des Gegners zu tragen.
Obwohl Mac-Mahon sich anfänglich weigerte, diesen Auftrag auszuführen, entschloss er sich zuletzt doch, den wiederholten, bestimmten Weisungen aus Paris, denen auch der in Mac-Mahons Hauptquartier anwesende Kaiser sich fügte, zu gehorchen. Er begann nun am 23. August den Marsch auf Metz, aber so unentschlossen und langsam, dass die deutschen Armeen die berühmte Rechtsschwenkung machen und ihn zur belgischen Grenze abdrängen konnten. Als Mac-Mahon die Festung Metz aufgab und nach Mézières zurückweichen wollte, war es zu spät. Er wurde nach Sedan abgedrängt und in der Schlacht bei Sedan am 1. September angegriffen.
Früh am Morgen durch einen Granatsplitter schwer am Schenkel verwundet, musste er die Leitung der Schlacht an Ducrot abgeben, wodurch ihm erspart blieb, die Kapitulation zu unterzeichnen. Er geriet mit der restlichen Armee in deutsche Kriegsgefangenschaft.

## Politische Karriere und Amtszeit als Staatspräsident

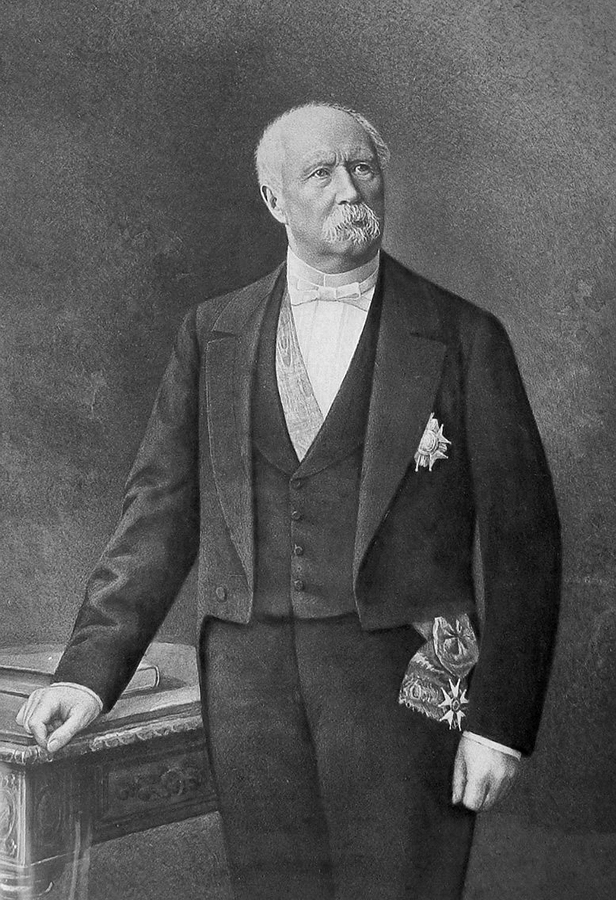
Patrice de Mac-Mahon als Staatspräsident

Seinem Kriegsruhm hatte es Mac-Mahon zu verdanken, dass er nicht nur von der Anklage des Verrats verschont blieb, sondern auch nach Abschluss des Waffenstillstandes mit dem Oberbefehl der „Armee von Versailles“ betraut wurde, um die Pariser Kommune niederzuwerfen.
Auch danach behielt er das Kommando der Armee von Versailles und Paris. Seine Loyalität und politische Neutralität ließ ihn der monarchistischen Koalition für das Amt des Präsidenten der Republik geeignet erscheinen, um unter seinem Schutz die Restauration des bourbonischen Königtums ins Werk zu setzen. Mac-Mahon ging darauf ein und nahm die nach Adolphe Thiers’ Sturz am 24. Mai 1873 auf ihn gefallene Wahl an.
Trotz aller Unterstützung seitens des neuen Präsidenten misslang die Restauration infolge des Starrsinns des Grafen von Chambord, und Mac-Mahon sicherte sich nun eine starke Exekutive durch die von der Kammer am 20. November 1873 bewilligte Verlängerung seiner Präsidentschaft auf sieben Jahre, das so genannte „Septennat“. Doch hielt sich Mac-Mahon von den Tagesgeschäften der Regierung zurück und förderte nur die Begünstigung des Ultramontanismus durch seine Ministerien. Seine Stellung wurde durch die Verfassungsgesetze vom Februar und Juli 1875 befestigt.
Mac-Mahon übernahm von Adolphe Thiers eine Vermittlungsrolle im Kolonialkonflikt zwischen Großbritannien und Portugal um die Herrschaft in der Delagoa-Bucht, dem heutigen Maputo (Mosambik). Am 19. April 1875 entschied er die Streitigkeit zugunsten Portugals. 
Nach dem republikanischen Wahlsieg von 1876 ernannte er zunächst gemäßigte Regierungen. Am 16. Mai 1877 entließ er jedoch Premier- und Innenminister Jules Simon, ersetzte ihn durch die Monarchisten Albert de Broglie und Oscar Bardi de Fourtou und ließ Neuwahlen ausschreiben. Da diese jedoch zugunsten der Republikaner ausfielen und die Armeeführung von einem Militärputsch abriet, ernannte er am 14. Dezember wieder ein republikanisches Ministerium.
Da ihm aber seine politische Lage unerträglich war und er auf einen Umschwung nicht hoffen konnte, nahm er das Verlangen der Minister nach Absetzung mehrerer Waffengefährten zum Anlass, um am 30. Januar 1879 seinen Rücktritt einzureichen und sich ins Privatleben zurückzuziehen.
Er wurde im Caveau des Gouverneurs der Cathédrale Saint-Louis-des-Invalides in Paris beigesetzt.